# Виктор Пелевин
Виктор Олегович Пелевин е един от най-популярните съвременни руски писатели.

## Биография
Виктор Пелевин завършва института по енергетика на Московския технически университет, специалност електромеханика. След уволнението си от армията завършва Литературния институт „Максим Горки“. Сътрудничи няколко години на списание „Наука и религия“, където пише статии за източния мистицизъм. Първият му роман излиза през 1989 г.
Пелевин отбягва честата поява в обществото. Рядко дава интервюта и когато го прави, отклонява разговора от начина си на писане към естеството на човешкото съзнание. Все пак разрешава някои от творбите му да бъдат публикувани на официалния му сайт за некомерсиално разпространение. Някои от романите му са драматизирани в звукови файлове.
Преведен е на повечето световни езици (вкл. японски и китайски). Негови пиеси се играят в Лондон и Париж.

## Творчество
Творбите му носят някои от особеностите на научната фантастика, но са прикрити от многослоево постмодернистично звучене, в което са смесени елементи от поп културата и езотеричната философия. В книгите му често светът и реалността са представени като променливи, напълно податливи на човешките съзнание, воля и интуиция. Пелевин оставя читателя сам да реши какво точно се случва. За да подчертае това, в началото на някои от книгите си добавя следната бележка: „Всяка мисъл, която възникне по време на четенето на тази книга е обект на авторското право. Нелицензираното мислене е забранено.“ В сюжетите разкрива характерни черти на руския народ в прехода след разпада на СССР, като умело впримчва и нишка от ученията и разбиранията на Далечния изток.
Урсула Ле Гуин вижда Пелевин като продължител на могъщата традиция на социална сатира, започваща с Гогол и минаваща през Булгаков.

„Виктор Пелевин e не само писател – той е социокултурен феномен и върховен национален гуру.“
—Александър Свирилин

### Романи
- 1993 – „Жизнь насекомых“
- 1996 – „Чапаев и Пустота“
  - „Чапаев и Пустота“. Превод от руски Таня Балова. София: Калиопа, 2002, 336 с. ISBN 954-9840-13-1
- 1999 – „Generation „П“
  - „Generation „П“. Превод от руски Иван Тотоманов. София: Калиопа, 2002 (първа публикация - сп. „Факел“, 1999, кн. 3 и 4)
- 2003 – „Числа“ (влиза в сборника „ДПП NN – Диалектика переходного периода из ниоткуда в никуда“)
  - „Диалектика на преходния период (от никъде към никъде)“. Превод от руски Иван Тотоманов. София: Калиопа, 2005, 300 с.
- 2004 – „Священная книга оборотня“
  - „Върколашки метаморфози“. Превод от руски Иван Тотоманов. София: Калиопа, 2008 ISBN 978-954-9840-22-3
- 2005 – „Шлем ужаса: Креатифф о Тесее и Минотавре“
  - „Шлемът на ужаса (Креатив за Тезей и Минотавъра)“. Превод от руски Марин Николчев. София: INK, 2007, 205 с.[3]
- 2006 – „Empire V“
  - Откъси от романа Empire V в превод на Ембец
- 2009 – „t“
- 2011 – „S.N.U.F.F.“
- 2013 – „Бэтман Аполло“
  - „Батман Аполо“. Превод от руски Марина Чертова. 2015, 408 с.
- 2014 – „Любовь к трём цукербринам“
- 2015 – „Смотритель“
- 2016 – „Лампа Мафусаила, или Крайняя битва чекистов с масонами“
- 2017 – „iPhuck 10“
- 2018 – „Тайные виды на гору Фудзи“
  - Преведени откъси от романа Тайные виды на гору Фудзи[неработеща препратка]
- 2021 – „TRANSHUMANISM INC.“

### Повести
- 1990 – „Затворник и Шестипалый“
  - „Затворника и Шестопръстия“, превод от руски Иван Попов, 1996
- 1992 – „Омон Ра“
  - „Омон Ра“, превод от руски Иван Попов, 1996
- 1992 – „Принц Госплана“
  - „Принцът на Госплан“, превод от руски Иван Попов, 1996
- 1993 – „Желтая стрела“
  - „Жълтата стрела“, превод от руски Иван Попов, 1996

### Разкази
- 1989 – „Колдун Игнат и люди (Сказочка)“
- 1990 – „Оружие возмездия“
  - „Оръжие на възмездието“, превод от руски Иван Попов, 1997
- 1990 – „Реконструктор (Об исследованиях П. Стецюка)“
  - „Реконструктор“, превод от руски Иван Попов, 1996
- 1991 – „Вести из Непала“
- 1991 – „Встроенный напоминатель“
- 1991 – „Девятый сон Веры Павловны“
- 1991 – „День бульдозериста“
- 1991 – „Жизнь и приключения сарая Номер XII“
- 1991 – „Луноход“ („Луноход“; откъс от повестта „Омон Ра“)
- 1991 – „Мардонги“
- 1991 – „Миттельшпиль“
- 1991 – „Музыка со столба“
  - „Музика от Стълба“ (разказ), превод от руски Ембец
- 1991 – „Онтология детства“
- 1991 – „Откровение Крегера (Комплект документации)“
- 1991 – „Проблема верволка в средней полосе (Верволки средней полосы)“
- 1991 – „СССР Тайшоу Чжуань. Китайская народная сказка (Правитель)“
  - „СССР Тайшоу Чжуан (Китайска народна приказка)“
- 1991 – „Синий фонарь“
- 1991 – „Спи“
- 1991 – „Ухряб“
- 1991 – „Хрустальный мир“
- 1992 – „Ника“
- 1993 – „Бубен Нижнего мира (Зелёная коробочка)“
- 1993 – „Бубен Верхнего мира“
- 1993 – „Зигмунд в кафе“
- 1993 – „Полет над гнездом врага“ („Полет над гнездото на врага“; откъс от романа „Животът на насекомите“)
- 1993 – „Происхождение видов“
- 1994 – „Иван Кублаханов“
- 1994 – „Тарзанка“
- 1995 – „Папахи на башнях“
- 1996 – „Водонапорная башня“
- 1996 – „Святочный киберпанк, или Рождественская Ночь-117.DIR“
- 1997 – „Греческий вариант“
- 1997 – „Краткая история пэйнтбола в Москве“
- 1999 – „Нижняя тундра“
- 1999 – „Явление героя“ („Явяването на героя“; откъс от романа „Generation П“)
- 2001 – „Time Out (Тайм-аут, или Вечерняя Москва)“
- 2003 – „Акико“
- 2003 – „Гость на празднике Бон“
- 2003 – „Запись о поиске ветра“
- 2003 – „Македонская критика французской мысли“
- 2003 – „Один вог“
- 2003 – „Фокус-группа“
- 2004 – „Свет горизонта“ („Светлината на хоризонта“; допълнение към „Живота на насекомите“)
- 2005 – „Who by fire“
- 2006 – „Сны о Герое“
- 2008 – „Ассасин“
- 2008 – „Зал поющих кариатид“
- 2008 – „Кормление крокодила Хуфу“
- 2008 – „Некромент“
- 2008 – „Пространство Фридмана“
- 2010 – „Тхаги“

### Есета
- 1990 – „Гадание на рунах, или Рунический оракул Ральфа Блума“
- 1990 – „Зомбификация. Опыт сравнительной антропологии (Зомбификация советского человека)“
  - „Зомбификация (Опит за сравнителна антропология)“, превод от руски Иван Попов, 1996
- 1993 – „ГКЧП как Тетраграмматон“
- 1993 – „Джон Фаулз и трагедия русского либерализма“
  - „Джон Фаулз и трагедията на руския либерализъм“, превод от руски Иван Попов, 1997
- 1993 – „Икстлан – Петушки“
- 1996 – „Ultima Тулеев, или Дао выборов“
- 1998 – „Имена олигархов на карте Родины“
- 1998 – „Последняя шутка воина“
- 2001 – „Код Мира“ (на руски не е публикувано, в мрежата има превод от немски на руски, направен от фенове)
- 2001 – „Мост, который я хотел перейти“
- 2001 – „Подземное небо“ (на руски не е публикувано, в мрежата има превод от немски на руски, направен от фенове)
- 2002 – „Мой Мескалитовый Трип“ (на руски не е публикувано, в мрежата има превод от английски на руски, направен от фенове)

### Стихотворения
- 1993 – „Осень“ („Есен“; стихотворение от романа „Чапаев и Пустота“)
- 2003 – „Элегия 2“
- 2005 – „Психическая атака. Сонет“

## Награди
- 1990 – „Великое Кольцо-90“ за разказа „Реконструктор“
- 1990 – „Золотой шар-90“ за повестта „Затворникът и Шестопръстия“
- 1991 – „Великое Кольцо-91“ за повестта „Принцът на Госплан“
- 1992 – Малая Букеровская премия за сборника „Синият фенер“
- 1993 – „Великое Кольцо-93“ за разказа „Тъпанът на горния свят“
- 1993 – „Бронзовая улитка-93“ за повестта „Омон Ра“
- 1990 – „Интерпресскон-93“ за повестта „Омон Ра“
- 1993 – „Интерпресскон-93“ за повестта „Принцът на Госплан“
- 1995 – „Странник-95“ за есето „Зомбификация“
- 1997 – „Странник-97“ за романа „Чапаев и Пустота“
- 2000 – Германската литературна награда за литературна сатира „Рихард Шьонфелд“ за романа „Generation P“[4]
- 2001 – „Нонино-2001“ в Зальцбург, за най-добър чуждестранен писател[5]
- 2003 – „Премия Аполлона Григорьева-2003“ за романа „ДПП NN“[6]
- 2004 – „Национальный бестселлер-2004“ за романа „ДПП NN“[7]
- 2007 – Националната литературна награда „Большая книга“: финалист, един от тримата победители при интернет гласуването сред читателите (романа „Empire V“)[8]
- 2010 – Националната литературна награда „Большая книга“: трета награда (романа „t“)[9]